# Кюмбдхен
Кюмбдхен (нем. Kümbdchen) — община в Германии, в земле Рейнланд-Пфальц. 
Входит в состав района Рейн-Хунсрюк. Подчиняется управлению Зиммерн / Хунсрюк.  Население составляет 507 человек (на 31 декабря 2010 года). Занимает площадь 3,21 км².

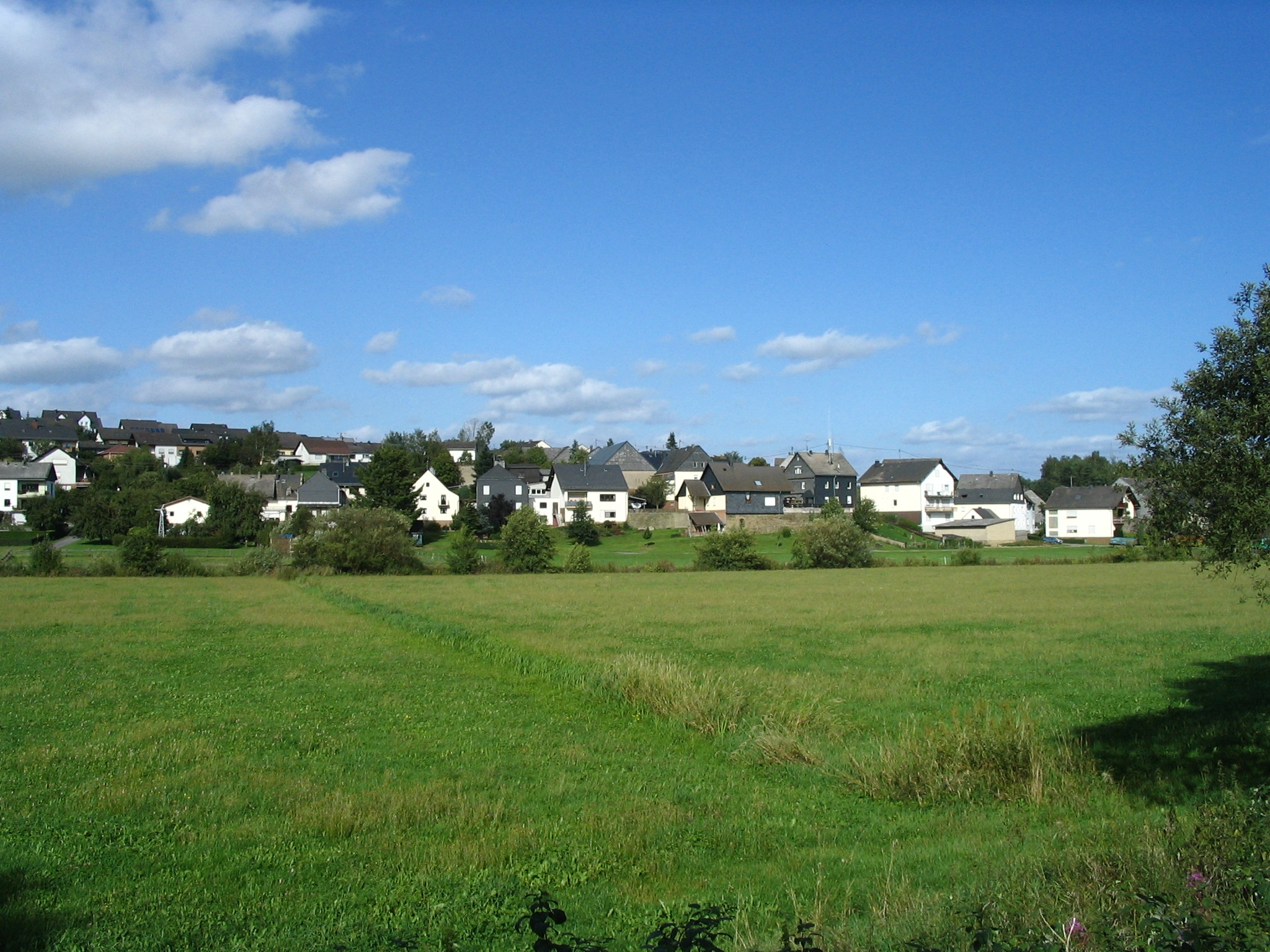
Кюмбдхен